# Pantomimeteatret
Pantomimeteatret er et teater, der ligger i Tivoli. Det er fredet ved tinglysning af 22. februar 1979.
Det blev bygget i 1874 og er tegnet af arkitekterne Ove Petersen og Vilhelm Dahlerup. Sidstnævnte var netop færdig med Det Kongelige Teater.
På teatret opføres i sæsonen dagligt pantomime-forestillinger med fire figurer Harlekin, Columbine, Kassander og Pjerrot hentet fra commedia dell'arte. Ud over pantomimer er der "Djanzze"-forestillinger, som er moderne dans og ballet til populær rock- og popmusik, og klassisk ballet.
Teatret, som har dannet model for et populært dansk dukketeater, er kendt for sit specielle fortæppe, der ligner en påfuglehale, og folder sig ud som en vifte.
Pantomimer blev fra 1843 opført på det lille "tyrkiske" fjælebodsteater, Tivoliteatret. I 1845 spilles pantomimerne på Vesterbros Ny Teater, og der blev indrettet en gang fra Tivoli, så publikum formelt kunne "blive" i haven. Fra 1847 er pantomimerne en fast bestanddel af Tivolis repertoire.

## Historie
55°40′28.2″N 12°33′59.2″Ø / 55.674500°N 12.566444°Ø
Tivoliteatret fra 1843 bestod af en stor firkantet kasse, beklædt med et malet lærred. Med forskellige ombygninger fungerede teatret til 1874, hvor Vilhelm Dahlerup og Ove Petersen blev bedt om at bygge et nyt. De havde aldrig været i Kina, men lod sig efter sigende inspirere af billeder af kinesiske bygningsværker udlånt af en ingeniør, der havde arbejdet i Østen. Bygningen blev til en overbevisende kinesisk pavillon, der stråler af farver, og hvor grønne skrubtudser sluger vandet fra nedløbsrørene. Bygningens strålende farver var i slutningen af 1940'erne så falmede, at man ikke længere fik indtryk af det oprindelige farvespil, så teatret blev opmalet og restaureret i 1949 af arkitekt Hans Hansen og igen i 2000-01 af Tivolis Tegnestue. Pantomimeteatret er i dag det eneste af sin art i verden, og det eneste, der fortsat holder pantomimetraditionen fra den italienske commedia dell’arte i live.

Bygningen blev rejst af træ og blik. Façadens store runde ornamenter er hentet direkte fra buddhistiske templer. De to drager på taget vogter ifølge kinesisk tradition mod ild og sikrer rigdom. Scenen på ni gange ni meter har malede bagtæpper og flade sidedekorationer, som ved snoretræk skydes sidelæns ind på scenen, når de skal bruges. Omkring og under scenen er et virvar af værksteder, rekvisitrum, systue, parykmageri og omklædningsrum til de omkring tyve dansere, som optræder i aftenens to forestillinger, først en pantomime og senere en ballet. Pantomimeteatrets leder har sit kontor i et af bygningens sidetårne – det er på lidt over én kvadratmeter. Ved 100-årsjubilæet, der faldt på store bededagsaften i 1974, var teatret nymalet og istandsat med ydervægge i de originale kinesiske farver. Spirene fik ægte forgyldning, mens påfuglens hoved og hals (i dag af aluminium) var blevet forsølvet. De to drager på taget havde været hos blikkenslageren for at blive rettet op.
Pantomimeteatret er i dag Tivolis ældste, eksisterende bygning. Plankerne stammer fra den danske flåde, og tovværket blev udført ved hjælp af flådestation Holmens søfolk. Hans Hansen studerede kinesisk farvelære for at farvelægge teatret rigtigt. Efter yin og yangs principper er det mandlige princip udtrykt ved runde figurer eller ulige antal dele, røde af farve; mens det kvindelige udtrykkes ved firkanter eller lige antal dele, gule eller blå af farve. Den mandlige røde farve er derfor benyttet til de bærende elementer, mens de dele, der bæres – som bjælker og dragere – er malet gule eller blå. Hansen har også benyttet hvidt, sort og guld, der kan erstatte den gule farve. Over og under sceneåbningen ses tegnene for kærlighed, had, frygt, lyst, vrede, sorg, glæde og skinsyge.
Idéen bag påfugletæppet tilskrives Tivolis daværende direktør Bernhard Olsen. På et forstadsteater i Paris havde han set noget lignende – en vifte, der foldede sig sammen, drejede sig om sin egen akse og forsvandt ned i gulvet. I den første tid var påfuglen bygget helt i træ og så tung, at der måtte 13 mand til at slå den ned og op. Senere byggede man den om og brugte lærred til halen. I dag kan man derfor nøjes med fem mand til at slå påfuglen ned og op. To står i kulissen og styrer det malede lærred det første stykke, og derefter trækkes de gyldne buer, der indrammer påfuglen, ud til siden. Tre mand står i kælderen og drejer på håndsvingene, fire og en halv omgang på det ene og så derefter også på det andet, til påfuglen er på plads i kælderen.
Blandt de kinesiske skrifttegn på façaden er nogle ifølge kinesiske gæster blevet spejlvendt under opsætning og udtrykker derved det omvendte af de velmente udsagn. Men de fire skrifttegn over påfuglehalen, der læses som yuh min chieh lo, er korrekte. Ordret oversat betyder de MED FOLKET SAMMEN GLÆDE. Det er tolket som "Det glæder os at more andre" – "Glæde i fællesskab med folket" – "Fællesskab i glæde med folket" – "Det glæder én at glæde andre" – "Det morer én at more andre" eller "Mor jer med de glade". Sætningen stammer sandsynligvis fra den kinesiske filosof Mencius. Til prinsen af Liang, der havde fået den fine idé at dele sin have med sine undersåtter, skal han have sagt: "Lykken kommer kun, når du deler din glæde med folket."  På lygterne står tegnet for "langt liv".
Som regel er der hver sommer 4-6 pantomimer på programmet, med titler som "Harlekin Kok”, "Harlekin Skelet", "Pjerrot vanvittig af Kærlighed" og "Harlekin mekanisk Statue”. De i alt 16 pantomimer, der er bevaret, har siden 2001 gennemgået en kritisk restaurering. Løbende er en række glemte pantomimer desuden blevet rekonstrueret, blandt andet “Harlekin fristet af Gratierne” i 1974 og “Pjerrot går i Søvne” i 2004. Dertil kommer en række balletter, både klassiske værker og moderne danseforestillinger, skabt specielt til teatret. Siden 2001 har dronning Margrethe været husscenograf på en række eventyrballetter, oftest med musik af James Price og koreografi af Dinna Bjørn, tidligere danserinde på Pantomimeteatret og Det Kgl. Teater. Eventyrballetter, gerne efter H.C. Andersen, har siden balletten blev indført som genre på Pantomimeteatret i 1911, været yndede som en del af repertoiret. På lune sommeraftener er her op mod tusind tilskuere, siddende og stående, og man regner med, at teatrets henved 300 forestillinger fra maj til oktober ses af rundt regnet 200.000 tilskuere. På den måde er Tivolis lille træteater Danmarks største udendørs skueplads.

## Eksterne links
- Wikimedia Commons har flere filer relateret til Pantomimeteatret